# Bracon affirmator
Bracon affirmator är en stekelart som först beskrevs av Fabricius 1804.  Bracon affirmator ingår i släktet Bracon och familjen bracksteklar. Inga underarter finns listade.